# Marian Lipski

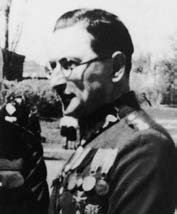
Marian Lipski

Marian Lipski (ur. 25 maja 1895 w Czucheli, na Wołyniu, zm. 11–13 maja 1940 w Katyniu) – kapitan administracji (piechoty) Wojska Polskiego, działacz niepodległościowy, ofiara zbrodni katyńskiej.

## Życiorys
Syn Wincentego i Jadwigi z Popławskich. Absolwent gimnazjum w Żytomierzu i szkoły wojskowej w Odessie. Żołnierz Armii Imperium Rosyjskiego i II Korpusu Polskiego w Rosji. Uczestniczył w wojnie polsko-bolszewickiej. 25 listopada 1920 został zatwierdzony w stopniu porucznika piechoty „z grupy byłych Korpusów Wschodnich i ramii rosyjskiej”. W latach 1923–1924 słuchacz Szkoły Podchorążych Piechoty w Warszawie. W 1923 służył w stopniu porucznika w 84 pułku piechoty. W następnym roku został przeniesiony w stopniu kapitana ze starszeństwem z dniem 1 lipca 1923 i 125 lokatą do 68 pułku piechoty. W kwietniu 1932 został przeniesiony do 23 pułku piechoty we Włodzimierzu Wołyńskim. W 1935 został przydzielony do Powiatowej Komendy Uzupełnień Włodzimierz Wołyński. W 1939 był kierownikiem II referatu uzupełnień w KRU Włodzimierz Wołyński. Jego jednostką macierzystą był 23 pułk piechoty.
Publikował artykuły w specjalistycznej prasie wojskowej.
Podczas kampanii wrześniowej 1939, po agresji ZSRR na Polskę, w nieznanych okolicznościach wzięty do niewoli przez Sowietów. Według stanu z 20 października 1939 był jeńcem juchnowskiego obozu NKWD (zgodnie z kartą rejestracyjną obozu w Juchnowie). W listopadzie 1939 został wysłany do Kozielska i według stanów z 21 kwietnia i 3 maja 1940 był jeńcem obozu w Kozielsku. Między 10 a 11 maja 1940 przekazany do dyspozycji naczelnika Zarządu NKWD Obwodu Smoleńskiego – lista wywózkowa 036/4 poz. 69 nr akt 776, z 16 kwietnia 1940. Zgodnie z raportem naczelnika obozu kozielskiego do UPW (Zarząd NKWD ZSRR do spraw Jeńców Wojennych) – 21 kwietnia Lipski znajdował się w obozie. W raporcie z 3 maja 1940 jest wymieniony, jako pozostawiony w obozie na mocy rozkazu UPW 25/3273. Został zamordowany między 11 a 13 maja 1940 w lesie katyńskim przez funkcjonariuszy Obwodowego Zarządu NKWD w Smoleńsku oraz pracowników NKWD przybyłych z Moskwy na mocy decyzji Biura Politycznego KC WKP(b) z 5 marca 1940. Ofiary tej zbrodni grzebano w bezimiennych mogiłach zbiorowych, gdzie od 28 lipca 2000 mieści się oficjalnie Polski Cmentarz Wojenny w Katyniu. W miejscu tym prowadzone były ekshumacje i prace archeologiczne, jednak Marian Lipski nie został zidentyfikowany. Krewni do 1958 poszukiwali informacji przez Biuro Informacji i Badań Polskiego Czerwonego Krzyża w Warszawie.

### Życie prywatne
Żonaty z Anną z Gierdów, z którą miał dwóch synów. Rodzina mieszkała w kolonii oficerskiej we Włodzimierzu. Jeden z synów zginął 14 lub 15 sierpnia 1944 w powstaniu warszawskim.

## Upamiętnienie
5 października 2007 minister obrony narodowej Aleksander Szczygło mianował go pośmiertnie na stopień majora. Awans został ogłoszony 9 listopada 2007 w Warszawie, w trakcie uroczystości „Katyń Pamiętamy – Uczcijmy Pamięć Bohaterów”.
W ramach akcji „Katyń... pamiętamy” / „Katyń... Ocalić od zapomnienia”, został posadzony Dąb Pamięci nr 2748 przez Rekolekcyjny Dom Chleba, Osla 112, certyfikat 1486/4726/ WE/2018.

## Ordery i odznaczenia
- Krzyż Walecznych[7]
- Medal Niepodległości (9 listopada 1933)[21][9]
- Medal Pamiątkowy za Wojnę 1918–1921[22]
- Medal Dziesięciolecia Odzyskanej Niepodległości[22]
- Krzyż Kampanii Wrześniowej – pośmiertnie 1 stycznia 1986[23]
- Odznaka pamiątkowa Związku Kaniowczyków[22]
- Medal Zwycięstwa („Médaille Interalliée”)[22]